# Lijst van voetbalinterlands Britse Maagdeneilanden - Honduras (vrouwen)
Deze lijst van voetbalinterlands is een overzicht van alle officiële voetbalinterlands tussen de nationale vrouwenteams van de Britse Maagdeneilanden en Honduras. De landen hebben tot nu toe één keer tegen elkaar gespeeld. 

## Wedstrijden
| № | Plaats         | Datum            | Competitie                                       | Wedstrijd                         | Uitslag |
| - | -------------- | ---------------- | ------------------------------------------------ | --------------------------------- | ------- |
| 1 | San Pedro Sula | 22 februari 2022 | Noord-Amerikaans kampioenschap 2022 kwalificatie | Honduras − Britse Maagdeneilanden | 4 − 0   |

## Samenvatting
| Competitie                                  | Totaal gespeeld | Winst Britse Maagdeneilanden | Gelijk | Winst Honduras | Doelsaldo Britse Maagdeneilanden – Honduras |
| ------------------------------------------- | --------------- | ---------------------------- | ------ | -------------- | ------------------------------------------- |
| Noord-Amerikaans kampioenschap kwalificatie | 1               | 0                            | 0      | 1              | 0 − 4                                       |
| Totaal                                      | 1               | 0                            | 0      | 1              | 0 − 4                                       |

BVIFA · A-internationals · Mannenelftal van de Britse Maagdeneilanden
2000 – 2009 · 2010 – 2019 · 2020 – 2029
Amerikaanse Maagdeneilanden ·
Anguilla ·
Cuba ·
Dominicaanse Republiek ·
Haïti ·
Honduras ·
Saint Lucia ·
Saint Vincent en de Grenadines